# Josefa Andrésová Bareaová
Josefa Andrésová Bareaová (* 17. února 1958, Burjassot) je španělská politička a od roku 2009 poslankyně Evropského parlamentu.

## Životopis
Andrésová Bareaová je původně diplomovaná zdravotní sestra. Pracovala jako inspektorka ministerstva zdravotnictví regionální vlády Valencie.
Na začátku 80. let 20. století se připojila k odborům UGT a také k Partido Socialista Obrero Español (PSOE; Španělská socialistická dělnická strana). V roce 1999, 2003 a 2007 byla zvolena do Parlamentního shromáždění Valencie.
Ve volbách v roce 2009 získala za PSOE mandát poslankyně Evropského parlamentu. V Europarlamentu se připojila ke skupině Progresivní aliance socialistů a demokratů a také byla zvolena do Výboru pro rybolov.